# Live at the Isle of Wight Festival 1970 (album, The Who)
Live at the Isle of Wight Festival je živé double album anglické rockové kapely The Who. Bylo nahráno 29. srpna 1970 na festivalu Isle of Wight a vydáno v roce 1996. Ve stejném roce byl vydán i stejnojmenný film s videozáznamem koncertu.

## Seznam skladeb
Autorem všech skladeb je Pete Townshend, pokud není uvedeno jinak.
Disk 1
| Pořadí | Název                                                        | Délka |
| ------ | ------------------------------------------------------------ | ----- |
| 1.     | Heaven and Hell (John Entwistle)                             | 5:16  |
| 2.     | I Can't Explain                                              | 2:45  |
| 3.     | Young Man Blues (Mose Allison)                               | 6:06  |
| 4.     | I Don't Even Know Myself                                     | 6:11  |
| 5.     | Water                                                        | 10:53 |
| 6.     | Overture                                                     | 5:08  |
| 7.     | It's a Boy                                                   | 1:33  |
| 8.     | 1921                                                         | 2:27  |
| 9.     | Amazing Journey                                              | 3:19  |
| 10.    | Sparks                                                       | 5:10  |
| 11.    | Eyesight to the Blind (The Hawker) (Sonny Boy Williamson II) | 1:58  |
| 12.    | Christmas                                                    | 3:25  |

Disk 2
| Pořadí | Název                                                                                          | Délka |
| ------ | ---------------------------------------------------------------------------------------------- | ----- |
| 1.     | The Acid Queen                                                                                 | 3:41  |
| 2.     | Pinball Wizard                                                                                 | 2:50  |
| 3.     | Do You Think It's Alright?                                                                     | 0:22  |
| 4.     | Fiddle About (Entwistle)                                                                       | 1:15  |
| 5.     | Tommy, Can You Hear Me?                                                                        | 0:58  |
| 6.     | There's a Doctor                                                                               | 0:22  |
| 7.     | Go to the Mirror!                                                                              | 3:32  |
| 8.     | Smash the Mirror                                                                               | 1:16  |
| 9.     | Miracle Cure                                                                                   | 0:13  |
| 10.    | I'm Free                                                                                       | 2:24  |
| 11.    | Tommy's Holiday Camp (Keith Moon)                                                              | 1:01  |
| 12.    | We're Not Gonna Take It!                                                                       | 9:37  |
| 13.    | Summertime Blues (Eddie Cochran, Jerry Capehart)                                               | 3:24  |
| 14.    | Shakin' All Over/Spoonful/Twist and Shout (Johnny Kidd/Willie Dixon/Phil Medley, Bert Russell) | 6:27  |
| 15.    | Substitute                                                                                     | 2:10  |
| 16.    | My Generation                                                                                  | 7:15  |
| 17.    | Naked Eye                                                                                      | 6:33  |
| 18.    | Magic Bus                                                                                      | 4:35  |